# Сен-Мишель-л’Обсерватуар
Сен-Мише́ль-л’Обсерватуа́р (фр. Saint-Michel-l'Observatoire, окс. Sant Miquèu de l'Observatòri) — коммуна во Франции, находится в регионе Прованс — Альпы — Лазурный Берег. Департамент коммуны — Альпы Верхнего Прованса. Входит в состав кантона Форкалькье. Округ коммуны — Форкалькье.
Код INSEE коммуны — 04192.

## Население
Население коммуны на 2008 год составляло 1113 человек.
| 1962 | 1968 | 1975 | 1982 | 1990 | 1999 | 2006 | 2008 |
| ---- | ---- | ---- | ---- | ---- | ---- | ---- | ---- |
| 380  | 443  | 617  | 713  | 844  | 904  | 1065 | 1113 |

## Климат
Климат средиземноморский. Лето жаркое и сухое, зимой прохладно, бывают частые заморозки.
| Показатель                        | Янв. | Фев. | Март | Апр. | Май  | Июнь | Июль | Авг. | Сен. | Окт. | Нояб. | Дек. | Год  |
| --------------------------------- | ---- | ---- | ---- | ---- | ---- | ---- | ---- | ---- | ---- | ---- | ----- | ---- | ---- |
| Средний суточный максимум, °C     | 8,3  | 9,8  | 13   | 15,3 | 20,1 | 23,8 | 28,2 | 27,7 | 23,0 | 17,5 | 11,8  | 9,1  | 17,3 |
| Средняя температура, °C           | 4,3  | 5,2  | 7,2  | 10,0 | 14,3 | 17,7 | 21,4 | 21,0 | 17,1 | 12,5 | 7,5   | 5,1  | 12   |
| Средний суточный минимум, °C      | −0,4 | 0,6  | 2,5  | 4,8  | 8,5  | 11,6 | 14,6 | 14,5 | 11,3 | 7,5  | 3,2   | 1,2  | 6,7  |
| Норма осадков, мм                 | 75   | 80   | 60   | 83   | 76   | 52   | 34   | 63   | 82   | 103  | 82    | 64   | 854  |
| Источник: Relevé météo de Dauphin |      |      |      |      |      |      |      |      |      |      |       |      |      |

## Экономика
В 2007 году среди 688 человек в трудоспособном возрасте (15—64 лет) 488 были экономически активными, 200 — неактивными (показатель активности — 70,9 %, в 1999 году было 70,1 %). Из 488 активных работали 449 человек (242 мужчины и 207 женщин), безработных было 39 (12 мужчин и 27 женщин). Среди 200 неактивных 34 человека были учениками или студентами, 94 — пенсионерами, 72 были неактивными по другим причинам.

## Достопримечательности
- Обсерватория Верхнего Прованса
- Памятник генералу Гардану
- Замок Ленсель
- Замок План-де-Поршер (XVIII век)
- Приходская церковь Сен-Пьер (XVI век)
- Церковь Сен-Мишель (XII век), исторический памятник
- Церковь Св. Марии Магдалины (XII—XIII века)
- Часовня Сен-Пол, исторический памятник
- Часовня Сен-Жан-де-Фюзий (XII век)
- Часовня монастыря Арден (1720 год)

## Фотогалерея

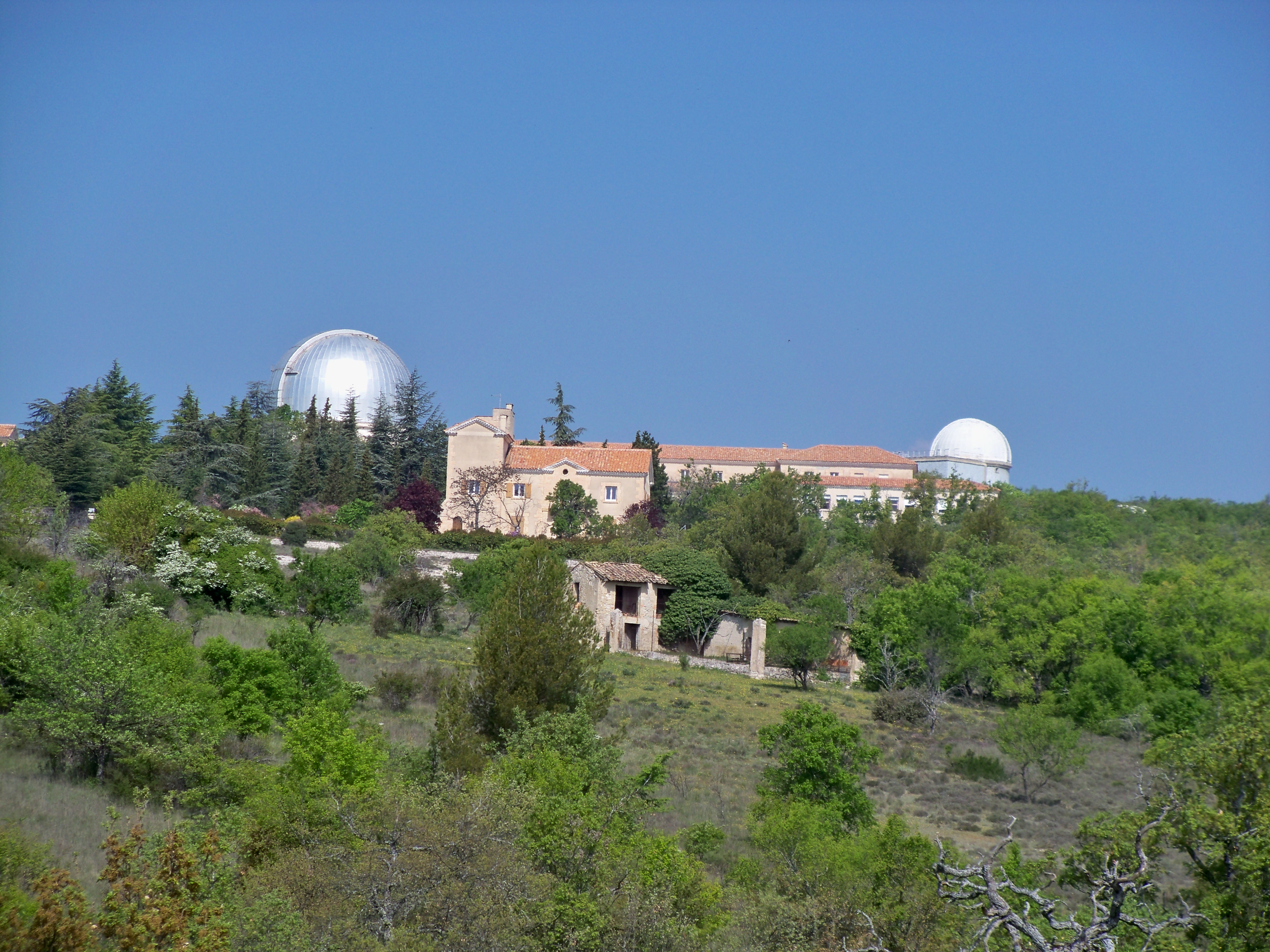
Обсерватория
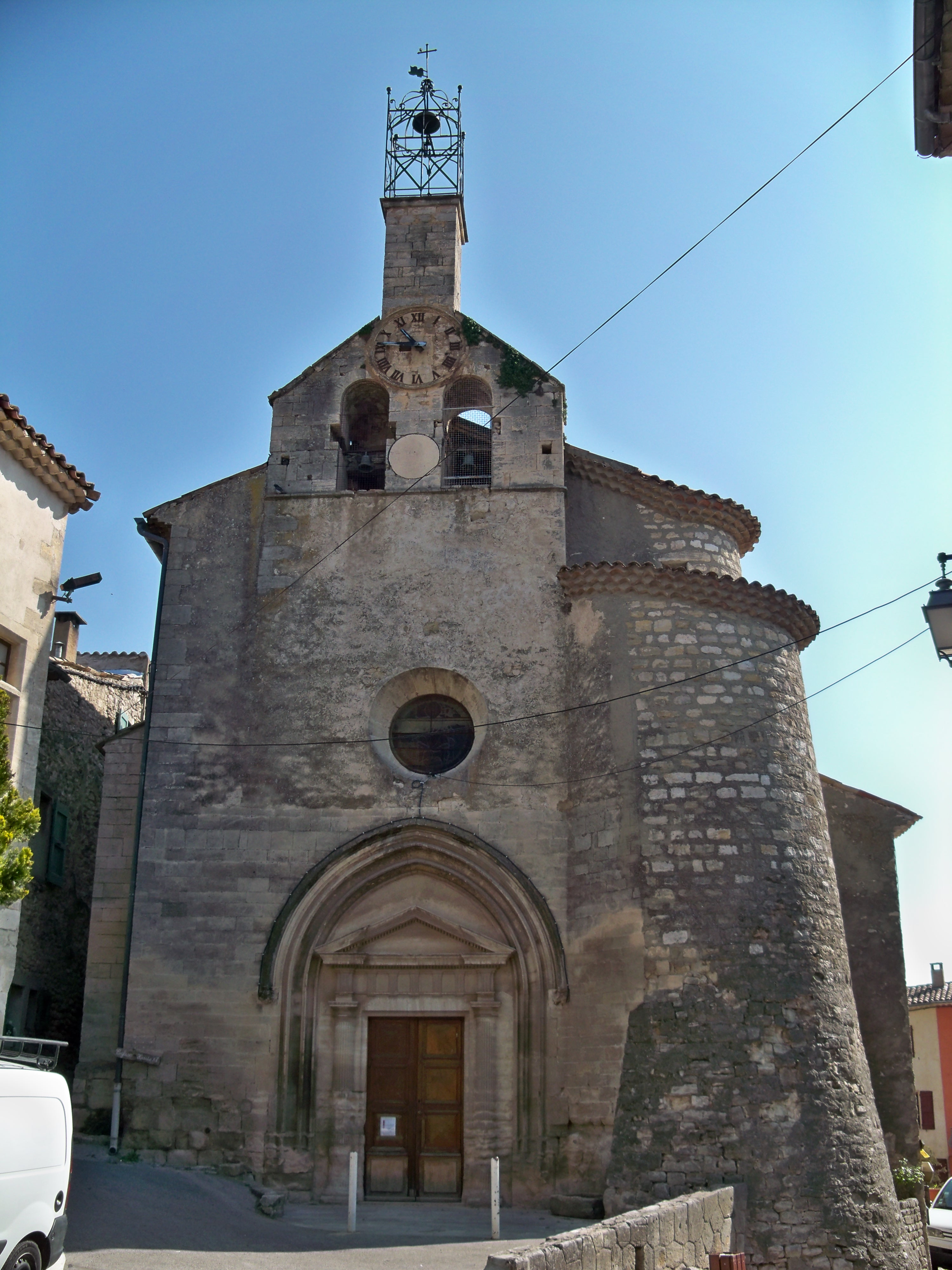
Церковь Сен-Мишель
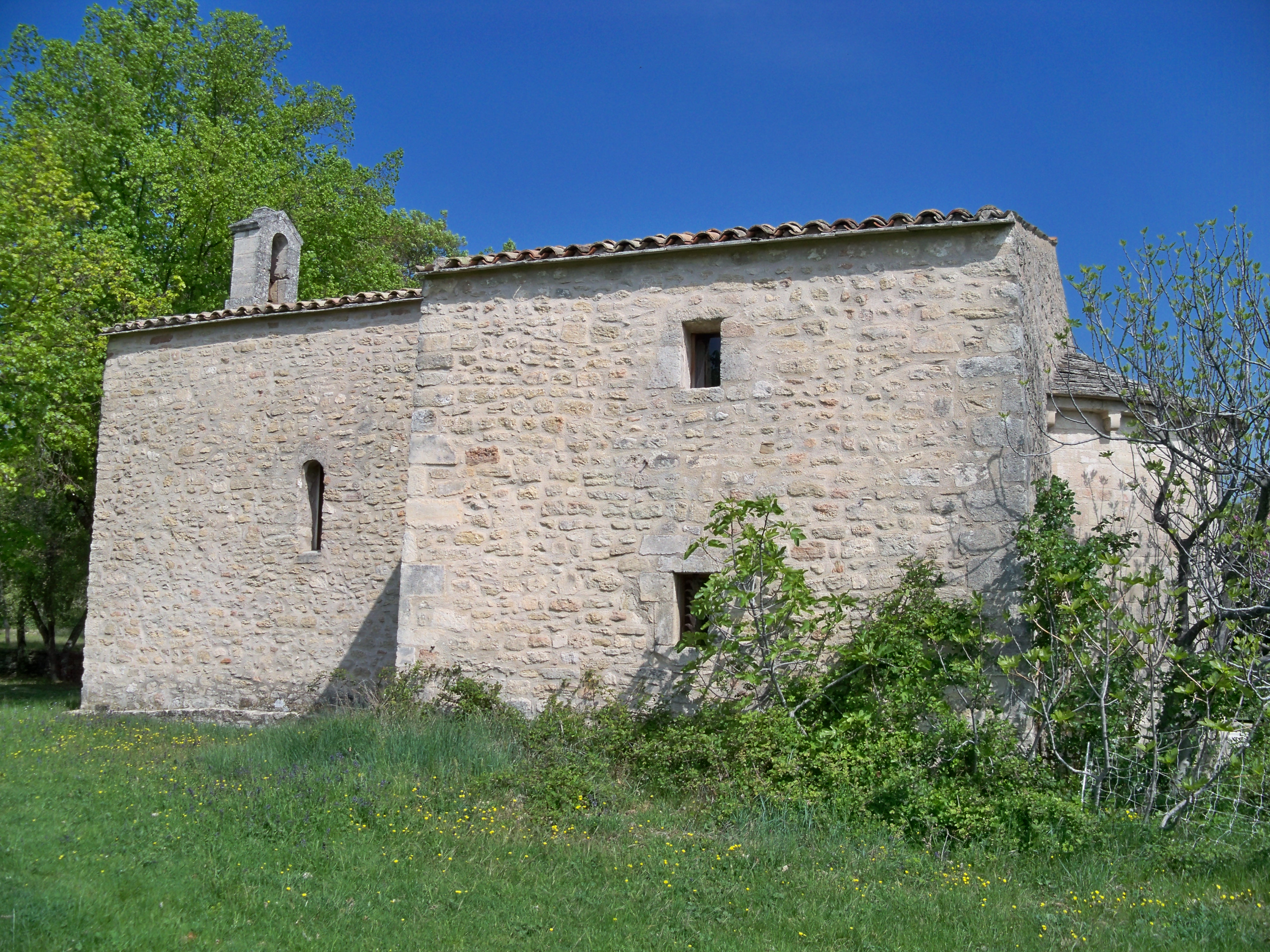
Часовня Сен-Жан
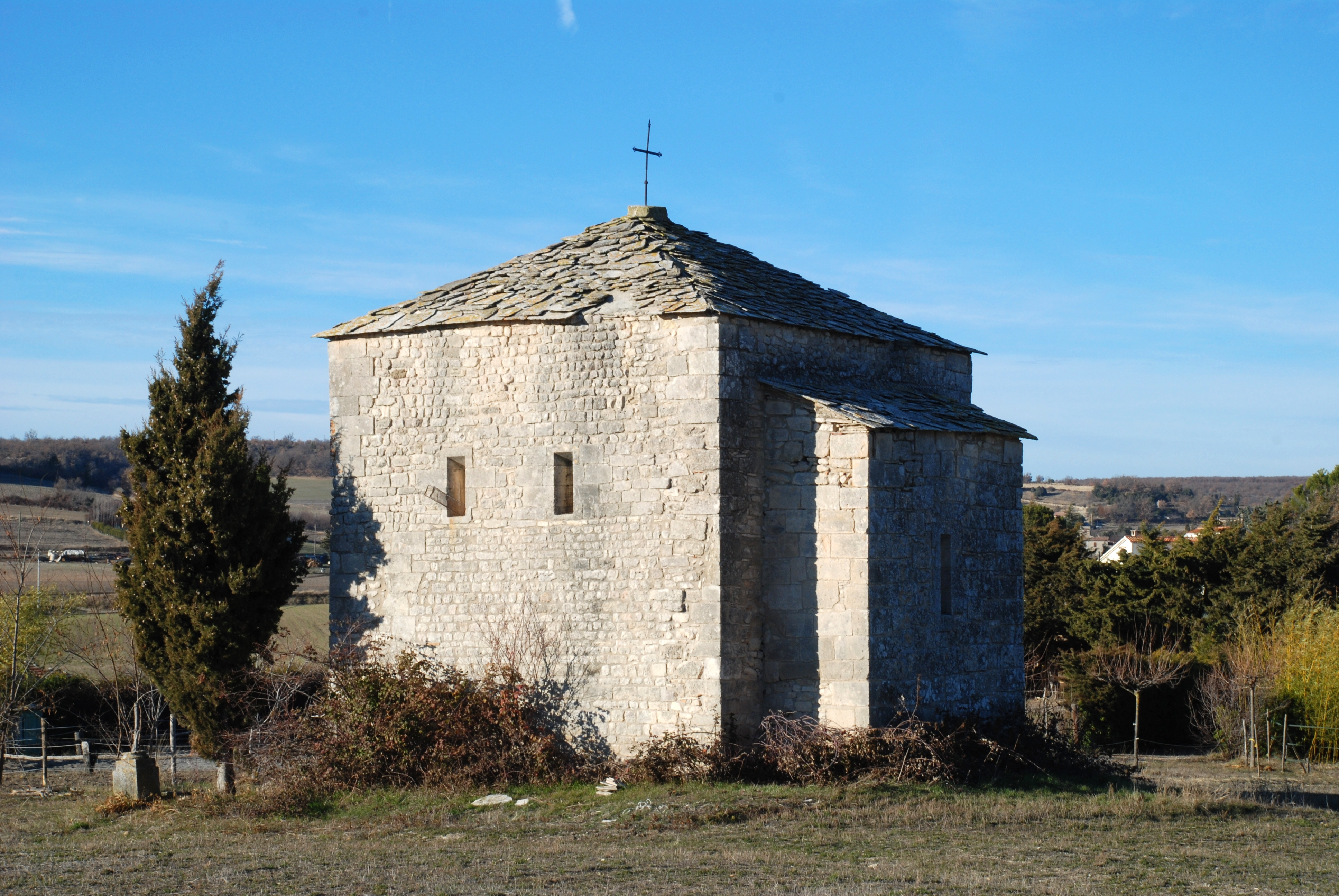
Часовня Сен-Пол
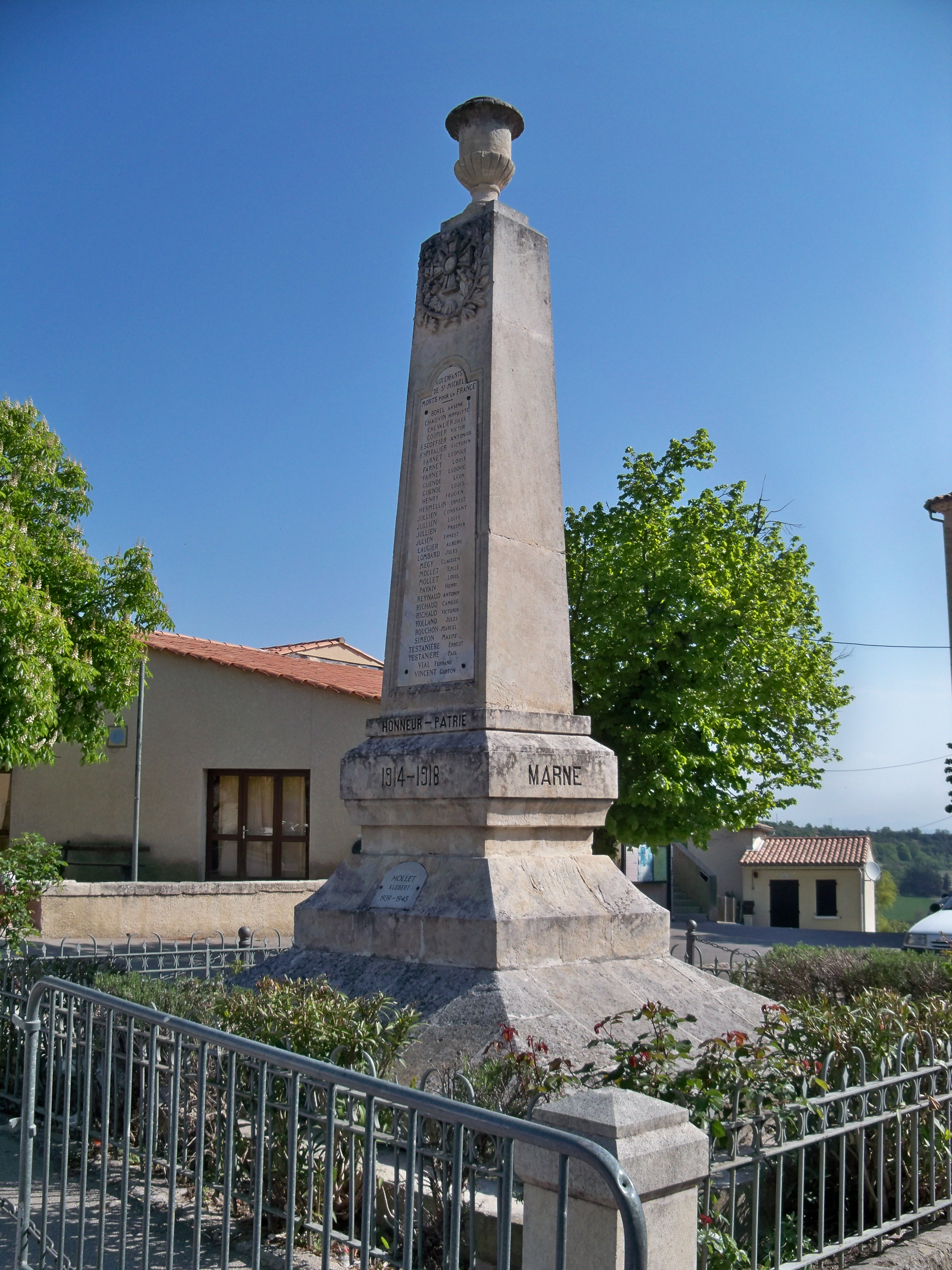
Памятник погибшим в Первой мировой войне
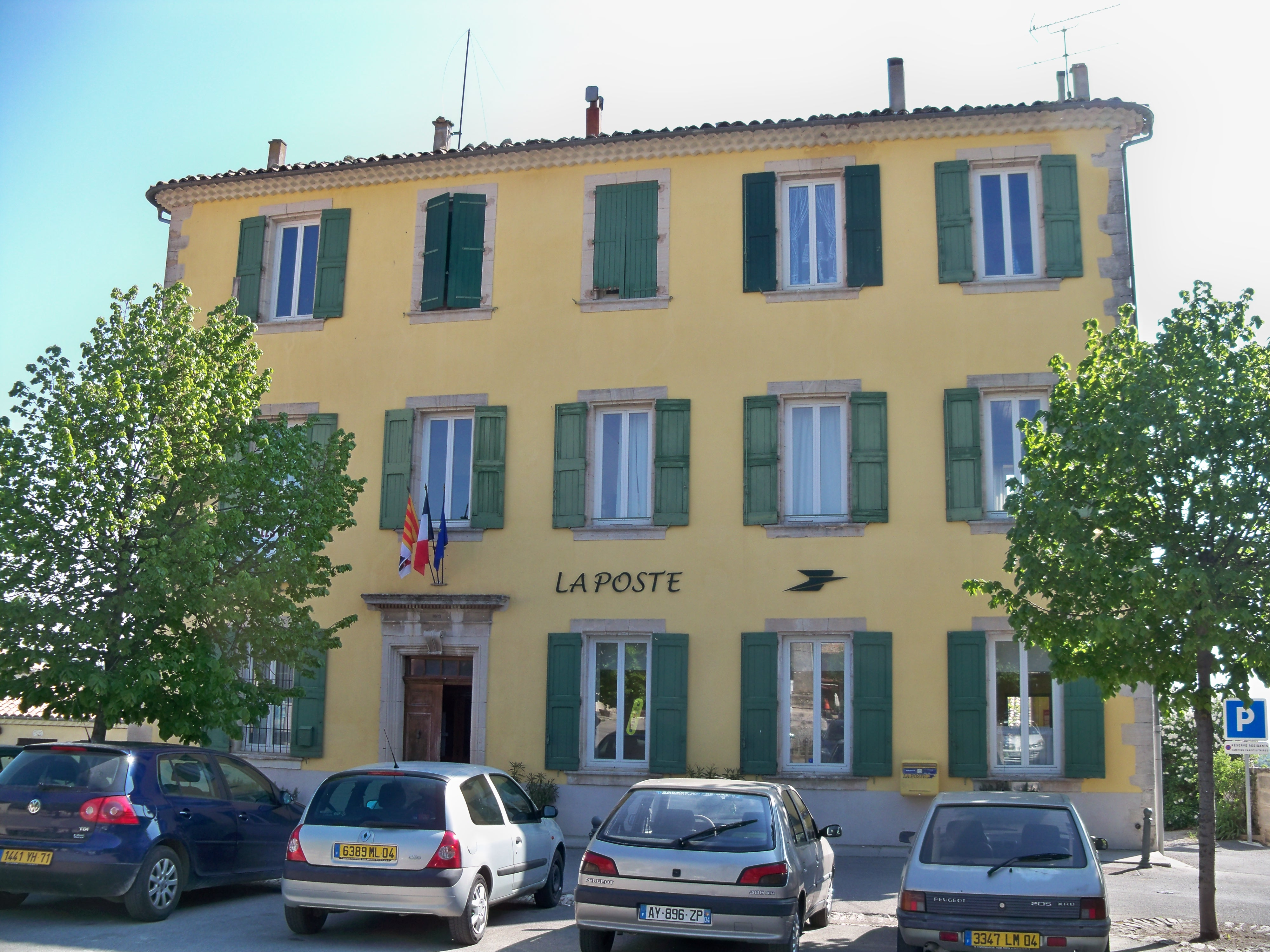
Мэрия